# Rexithaerus indentata
Rexithaerus indentata is een tweekleppigensoort uit de familie van de Tellinidae. De wetenschappelijke naam van de soort werd in 1864 als Macoma indentata gepubliceerd door Philip Pearsall Carpenter.